# Clutha Mackenzie
Pour les articles homonymes, voir Mackenzie.
Sir Clutha Nantes Mackenzie, né le 11 février 1895 à Balclutha et mort le 30 mars 1966 à Auckland, est un homme politique néo-zélandais, dédié durant l'essentiel de sa vie au soutien aux personnes aveugles.
Il est le septième et dernier enfant de Thomas et Ida Mackenzie, née Nantes. Son père, homme d'affaires et homme politique, membre du Parti libéral, est brièvement Premier ministre en 1912, puis Haut-commissaire de Nouvelle-Zélande au Royaume-Uni de 1912 à 1920. Clutha devient fermier après ses études secondaires, et s'engage avec enthousiasme pour partir au front lorsque éclate la Première Guerre mondiale. Il est blessé aux yeux et perd la vue lors de la bataille de Chunuk Bair aux Dardanelles en août 1915. Envoyé en Angleterre, il est pris en charge avec d'autres soldats aveugles par Sir Arthur Pearson, fondateur du Foyer de St Dunstan's pour soldats et marins aveuglés. Pearson y promeut l'autonomie des aveugles. Encouragé, Mackenzie crée et édite un magazine pour les soldats sur le front : Chronicles of the NZEF. De retour en Nouvelle-Zélande en 1919, il y épouse Doris Sawyer, travailleuse volontaire anglaise qu'il avait rencontrée à St Dunstan's. Le couple aura cinq enfants.
À la suite de son père il entre en politique, au Parti de la réforme (conservateur). Candidat malheureux aux élections législatives de 1919, il remporte la circonscription d'Auckland-est lors d'une élection partielle en 1921. Il ne siège toutefois que brièvement à la Chambre des représentants, battu aux législatives de 1922 par le candidat travailliste John A. Lee, lui aussi mutilé de guerre et ancien contributeur au magazine Chronicles.
En 1923 il est nommé directeur de l'Institut du jubilé pour les aveugles (Jubilee Institute for the Blind), à Auckland. Il parvient à collecter des fonds pour ouvrir des ateliers où sont employés des aveugles, ainsi qu'un foyer pour les loger. Sous sa direction, et en accord avec sa philosophie d'autonomisation des personnes handicapées, l'institut propose des formations professionnalisantes et du travail aux aveugles. Il lui est toutefois reproché sa gestion dictatoriale de l'institut, et les règles de conduite très strictes qu'il impose aux résidents. En 1935 il est fait chevalier pour services rendus aux personnes aveugles. Il quitte l'institut en 1938, et voyage à l'étranger pour lever des fonds pour St Dunstan's. De 1942 à 1948 il est établi en Inde, présidant un centre de formations pour aveugles de guerre, branche locale de St Dunstan's. En 1947 il « entrepr[end] des missions pour les gouvernements de Chine et de Malaisie pour les conseiller sur l'aide aux aveugles ». Au début des années 1950 il travaille à l'Unesco à Paris, sur le développement d'un système de braille international. De 1952 à 1964 il préside le Conseil mondial du braille, et entreprend des missions dans plusieurs pays d'Afrique orientale et d'Asie. C'est néanmoins à son domicile à Auckland qu'il décède en 1966.